# Centre de la solidarité européenne
Le Centre de la solidarité européenne, en polonais Europejskie Centrum Solidarności, est un musée situé à Gdańsk en Pologne.

## Historique

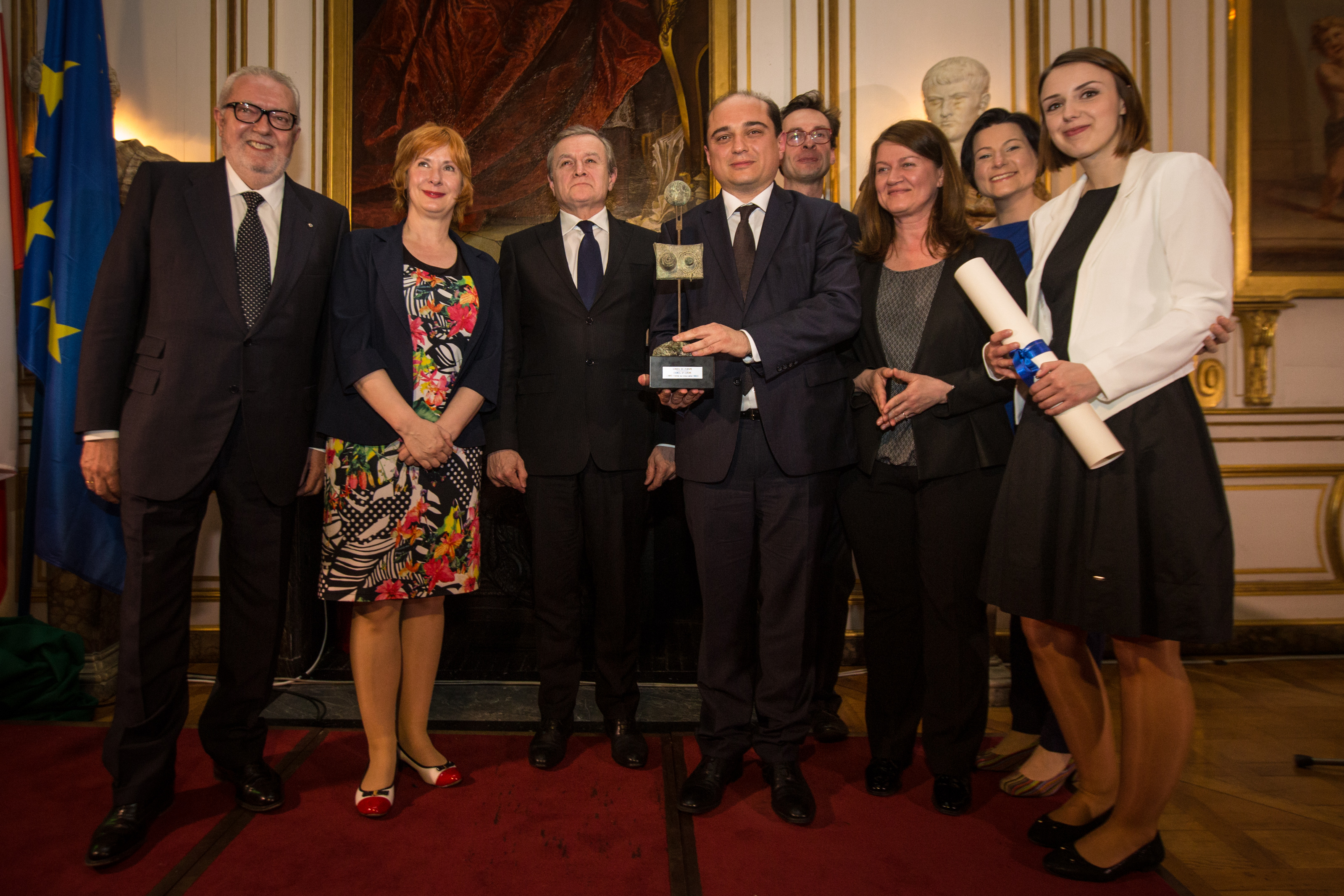
Remise du prix du musée du Conseil de l’Europe à Strasbourg le 19 avril 2016

Le Centre de la solidarité européenne regroupe un centre universitaire de recherche et d’enseignement, une bibliothèque et une médiathèque, un centre de conférences ainsi que plusieurs organisations non gouvernementales, construit dans le quartier des chantiers navals de Gdańsk, berceau du mouvement «Solidarność».
Il a été inauguré les 30 et 31 août 2014.
Le Centre de la solidarité européenne a obtenu en 2016 le Prix du musée du Conseil de l’Europe, qui récompense chaque année, depuis 1977, « un musée apportant une contribution importante à la connaissance du patrimoine culturel européen. »